# Reininghaus (Unternehmerfamilie)

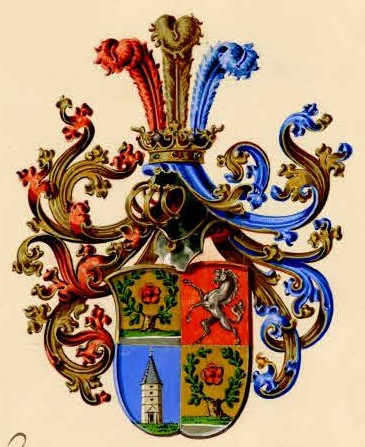
Wappen derer von Reininghaus (1884)

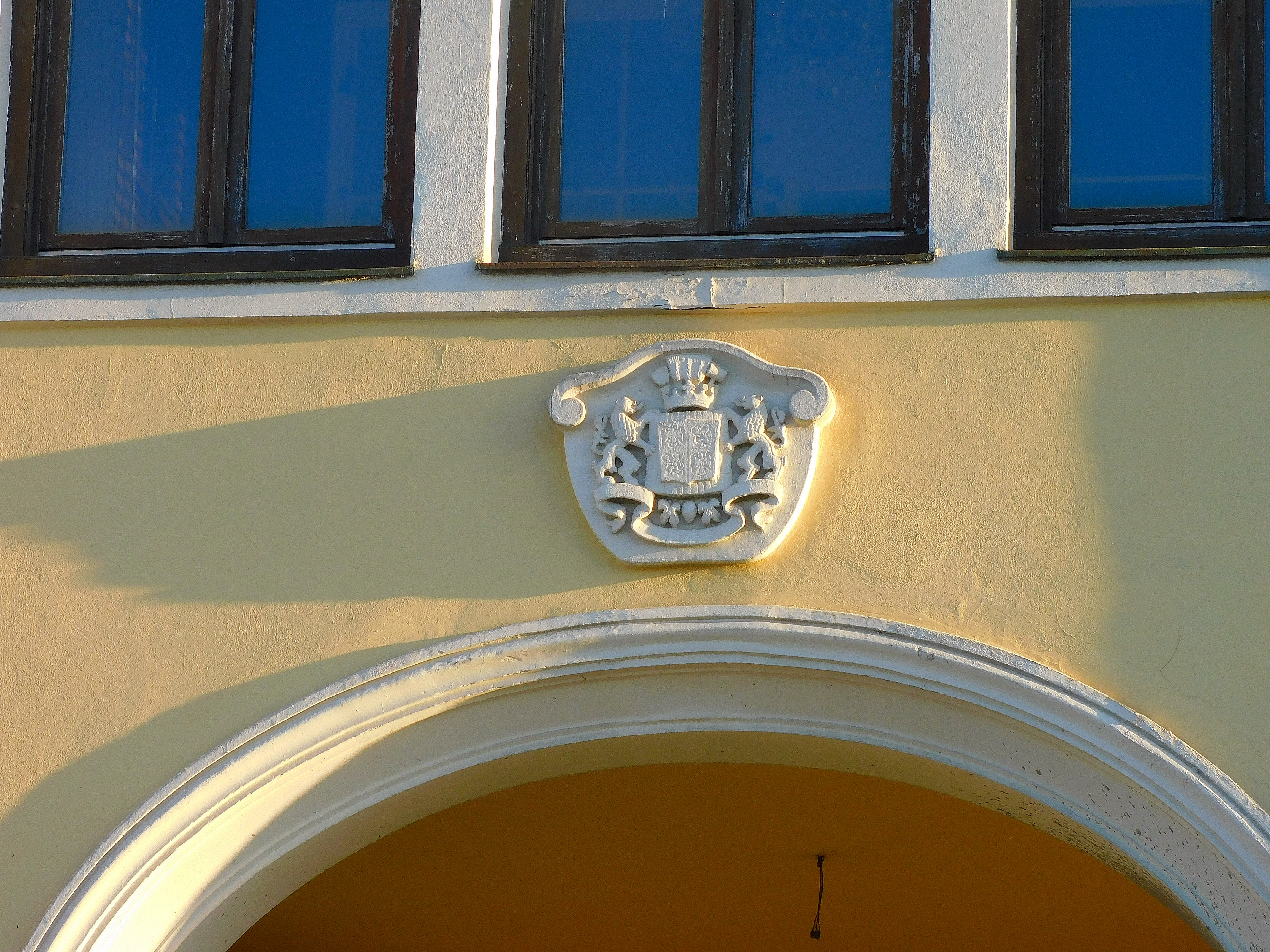
Das Familienwappen am ehemaligen Bräustüberl in Graz-Reininghaus (2020)

Die Familie Reininghaus ist eine Unternehmerfamilie aus der Steiermark in Österreich. Sie betrieb mit der Brüder Reininghaus AG eine der größten Bierbrauereien Österreichs, zum Brauimperium der Familie gehörten zeitweise auch die Brauerei Göss sowie die Vereinigten Kärntner Brauereien.

## Geschichte
Der aus Westfalen stammende junge Unternehmer Johann Peter Reininghaus (1818–1901) kaufte mit seiner Wiener Frau Therese Mautner Markhof  1853  das Mauthaus am Steinfeld in Graz. Es bestand aus einem Wohnhaus, Lagerkeller, Sudhaus, Gärkeller, Stall und einer Scheune und insgesamt fast 45 Hektar Land. Er begann, neben Bier auch Spiritus, Likör, Essig und Presshefe herzustellen. Gemeinsam mit seinem Bruder Julius Reininghaus (1823–1862), der ebenfalls eine Tochter von Adolf Ignaz Mautner von Markhof geheiratet hatte, gründete er 1855 die Firma „Brüder Reininghaus“. Die Brüder, beide studierte Chemiker, bauten die erste mit Dampf betriebene Brauerei der Steiermark (von der heute noch das Maschinenhaus übrig ist) und meldeten mehrere Patente für Brauereigeräte an. Julius hatte bereits in den Jahren ab 1846 gemeinsam mit seinem späteren Schwiegervater an der Erfindung der industriell hergestellten Backhefe gearbeitet, die 1850 öffentlich vorgestellt wurde. Für einen Flüssigkeitsmess- und Kontrollapparat gewann Johann Peter Reininghaus 1867 eine Medaille auf der Pariser Weltausstellung.  Am 21. März 1884 erhielt Johann Peter den Adelsstand mit dem Prädikat „Edler von“ verliehen.

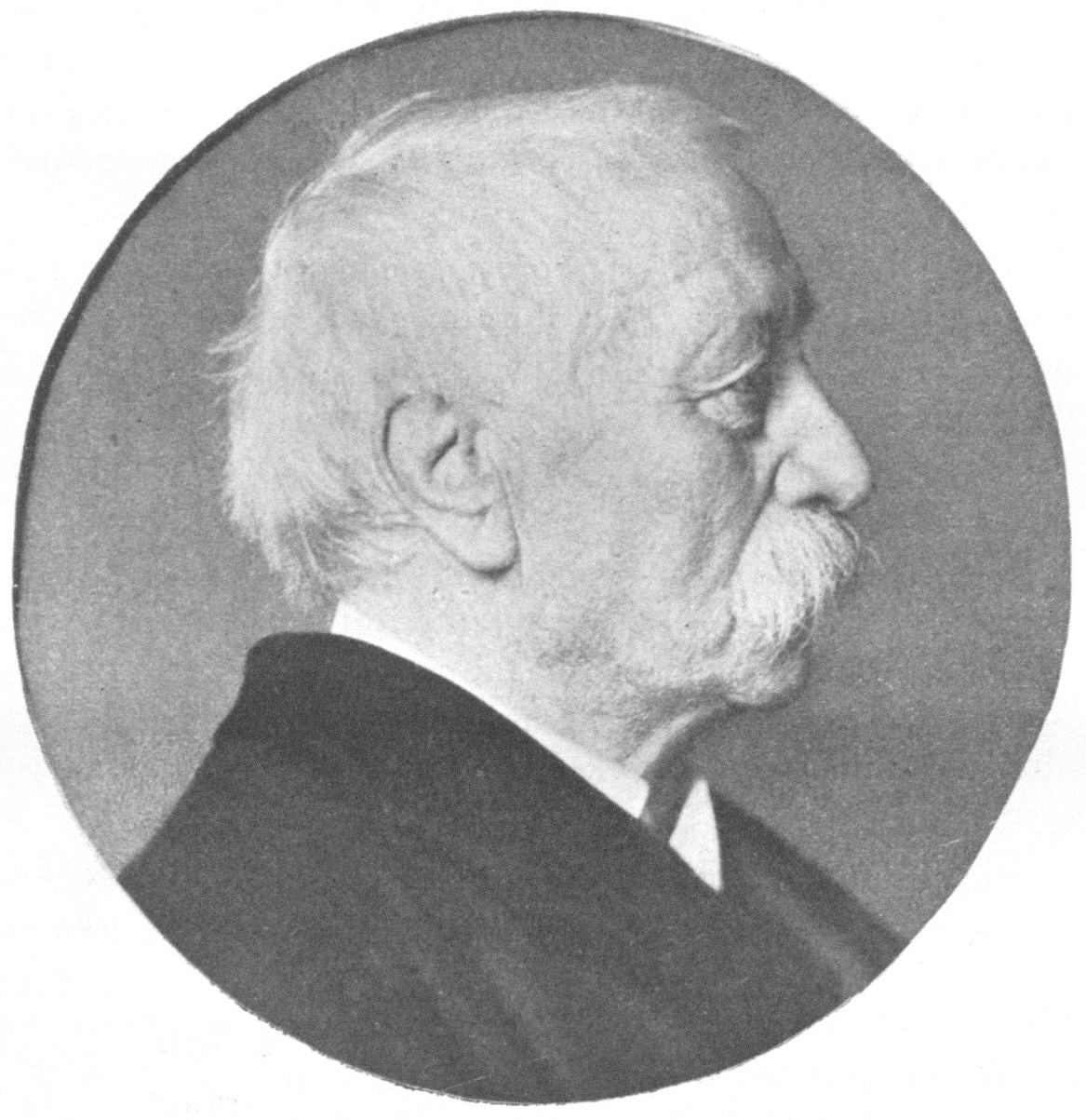
Johann Peter von Reininghaus (1900)

Um 1900 war die Reininghausbrauerei der fünftgrößte Braubetrieb Österreichs. Bis dahin hatte sich auch der Landbesitz im Raum Graz verfünfundzwanzigfacht und die Reininghausgründe reichten bis zum heutigen Weblinger Gürtel. Legendär waren auch die Büffel, mit denen das Reininghausbier in Graz ausgeliefert wurde. 1893 erstreckte sich das Absatzgebiet schon weit über die Landesgrenzen hinaus: nach Griechenland, Ägypten, Ostindien, Sansibar und bis nach Südamerika. Johann Peter von Reininghaus liebte die Kunst und wurde ein großer Unterstützer des jungen Peter Rosegger, dem er im Hof der Brauerei zum ersten Mal begegnet war und dem er ein Studium in Laibach und Graz ermöglichte. Für seine rund 700 Mitarbeiter hatte der fortschrittliche Unternehmer schon früh eine Altersvorsorge eingerichtet und neben Wohnungen auch ein Werksspital, ein Altersheim und einen Sportplatz gebaut. Für Witwen und Waisen wurde eine Stiftung eingerichtet. Therese Reininghaus engagierte sich für Mädchenschulen und die Zulassung von Frauen zum Universitätsstudium. Außerdem beteiligte man sich an der Gründung der Grazer Tramwaygesellschaft, am Elektrizitätswerk in Lebring und am Bau der Schlossbergbahn.
Nach dem Tode Johann Peters, 1901, wandelte seine Witwe Therese den Betrieb in eine Aktiengesellschaft mit dem Namen Brüder Reininghaus Aktien-Gesellschaft für Brauerei und Spiritus-Industrie um. Dem Verwaltungsrat gehörte trotz langsam entstandener Spannungen auch ein Mitglied der eng verwandten Wiener Brauherrenfamilie Mautner Markhof an. Der eine Zeit lang im Unternehmen arbeitende und mit Gina von Reininghaus verheiratete Johann Dietrich "Hans" von Reininghaus war ein Freund des bereits von seinem Vater geförderten Schriftstellers Peter Rosegger. Er widmete sich jedoch vor allem der Ausgestaltung des Badeorts Portorose in Istrien (heute Slowenien) und ließ dort für 2.257.100 Kronen das heute noch bestehende Palace-Hotel bauen. Die Liebesaffäre seiner Frau mit dem Generalstabschef Franz Conrad von Hötzendorf sollte zu einem gesellschaftlichen Skandal führen.

Friedrich von Reininghaus, ein nachgeborener Sohn von Julius Reininghaus, sollte von den 1880er Jahren bis vor den Ersten Weltkrieg mehrere Gerichtsprozesse gegen die Familie Mautner Markhof anstrengen. Er war der festen Überzeugung, sein Großvater Adolf Ignaz Mautner habe seinen Vater Julius und damit ihn selbst um den (finanziellen) Erfolg der Erfindung der Presshefe geprellt und die Erfindung für sich reklamiert. Zudem habe er darauf bestanden, (unter teilweiser Duldung seines Onkels Johann Peter) Friedrich und seine minderjährigen Brüder auszubezahlen und damit aus dem Unternehmen zu drängen. Auch soll sein Vater durch die Erfindung der Presshefe Mitgesellschafter von Ad. Ig. Mautner & Sohn gewesen sein, dementsprechend stünden ihm und seinen Brüdern Gesellschafterposten und Teile des Ertrages zu. Zudem sollen immer wieder Kredite an Mautner Markhof geflossen sein, die vor allem die Brüder Reininghaus schwer belasteten. Die zahlreichen Anschuldigungen und Widersprüche konnten geklärt werden, Friedrich von Reininghaus soll bei seinem Tod 1933 rund 40 Holzkisten voll Prozessakten hinterlassen haben.

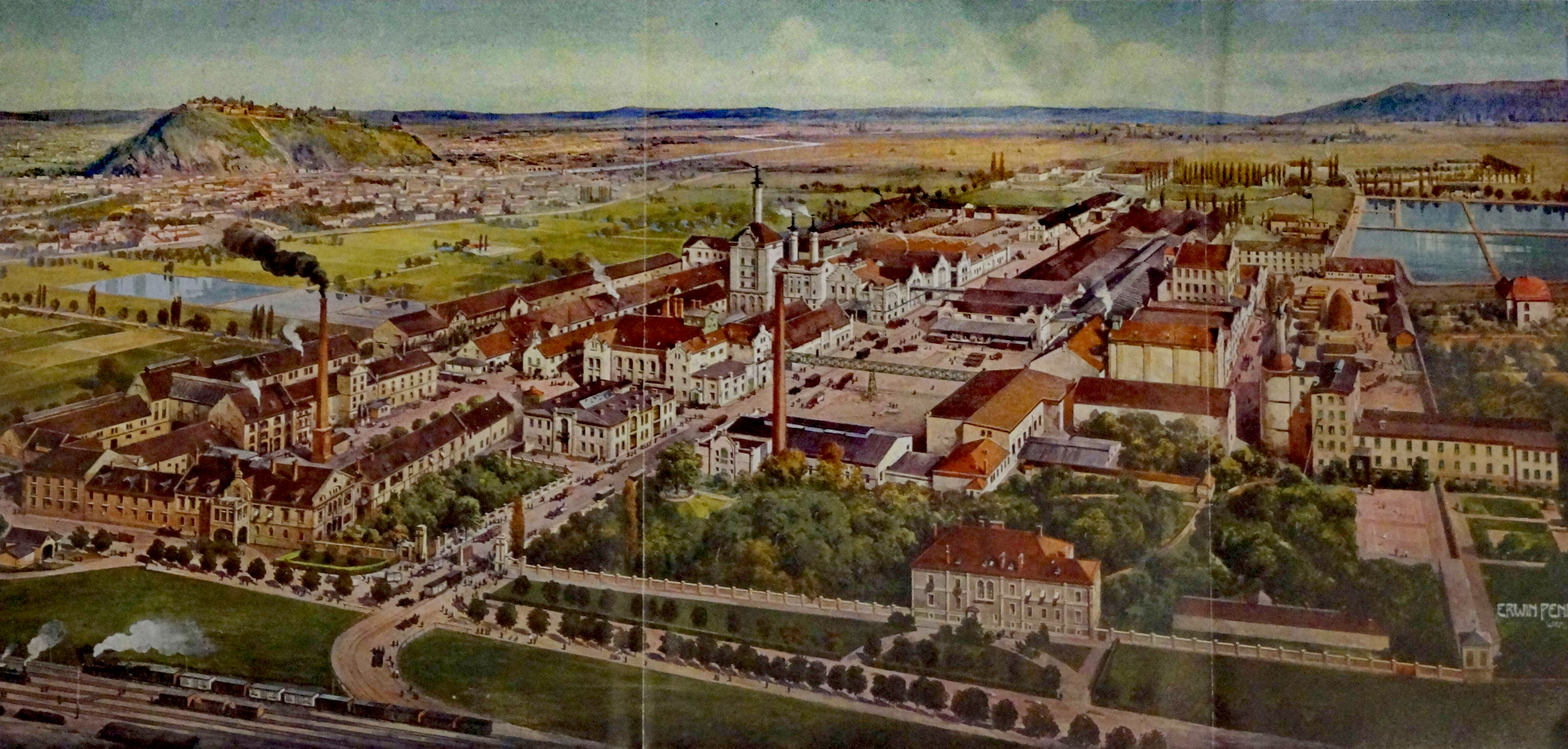
Anlagen der Brüder Reininghaus – Aktien-Gesellschaft für Brauerei und Spiritus-Industrie, Graz-Steinfeld

Das Unternehmen wurde bis zum Beginn des Ersten Weltkrieges weiter vergrößert, es wurden zusätzliche Kühlräume, riesige Gärkeller und Lagerhallen gebaut. Im Geschäftsjahr 1912/1913 betrug der Bieraustoß 441.000 hl, es wurden über 200.000 kg Presshefe, 4000 hl Spiritus (100 %), 2400 hl Essig (10 %), 240.000 kg Wagenfett, 225.000 kg Braupech und über eine Million Kilogramm Futtermittel erzeugt. Durch die Kriegswirtschaft mit dem damit einhergehenden Rohstoffmangel sank der Bierausstoß auf knapp über 36.000 hl. Es musste zudem zunehmend auf Ersatzstoffe wie Zuckerrüben und Hirse ausgewichen werden. Nach dem Krieg fielen aufgrund der Schutzzölle gegen Österreich Exporte weg.
Der Enkel des Firmengründers, Peter Reininghaus, übernahm den Betrieb 1920 als Prokurist und kurbelte die Bierproduktion erfolgreich wieder an. Mitte der 1930er Jahre kaufte man ein Aktienpaket der Leobener Brauerei Göss und legte so den Grundstein für die spätere Steirerbrau. In der Zwischenkriegszeit war Eggenberg mit über 15.000 Einwohnern die bevölkerungsreichste Marktgemeinde Österreichs, größter Arbeitgeber des Ortes war die Brauerei Reininghaus. Mit einem Ausstoß von mittlerweile 475.000 hl (22 % österreichweit) lag Reininghaus auf dem zweiten Platz der Bierproduzenten in Österreich. Ein Zusammenschluss mit der in wirtschaftliche Schwierigkeiten geratenen Brauerei Puntigam wurde, obwohl man mittlerweile von dieser ein größeres Aktienpaket besaß, von Peter Reininghaus vorerst abgelehnt.
Mit Beginn des Zweiten Weltkriegs musste die in der Donaumonarchie zwar nobilitierte, aber nach den Nürnberger Gesetzen als nicht voll arisch geltende Familie Reininghaus emigrieren. Die Brauerei geriet unter die Herrschaft der Nationalsozialisten. 1943 wurde die bereits vor dem Krieg in die Wege geleitete Fusionierung der Brauerei in Puntigam mit der Brüder Reininghaus AG zur Grazer Brauerei Aktiengesellschaft Puntigam-Reininghaus vollzogen. Die Nebenbetriebe wurden in die Brüder Reininghaus Ges. m. b. H. ausgegliedert, welche sich zu 100 % im Besitz der Aktiengesellschaft befand. Durch die Fusion stieg die Mitarbeiteranzahl auf über 1.000 Personen.
Peter Reininghaus kehrte 1945 aus dem Exil zurück und begann, das schwer am Boden liegende Unternehmen wieder aufzubauen. 1947 wurde im Zuge des Wiederaufbaus des schwer von Kriegsschäden getroffenen Unternehmens die gesamte Bierproduktion nach Puntigam verlegt und in Graz-Reininghaus fortan nur mehr Spiritus, Hefe und Essig erzeugt. Bereits 1950 konnten wieder über 1.000 Personen beschäftigt werden. Das Unternehmen erwarb in diesen Jahren auch branchenfremde Betriebe wie u. a. eine Großkellerei in Wildon und die Schöcklseilbahn AG. Auch an der traditionsreichen Schrauben- und Schreibwarenfabrik Brevillier & Urban AG, der Förderung des heimischen Hopfenanbaus in Leutschach und der Grazer Messe beteiligte sich Reininghaus.

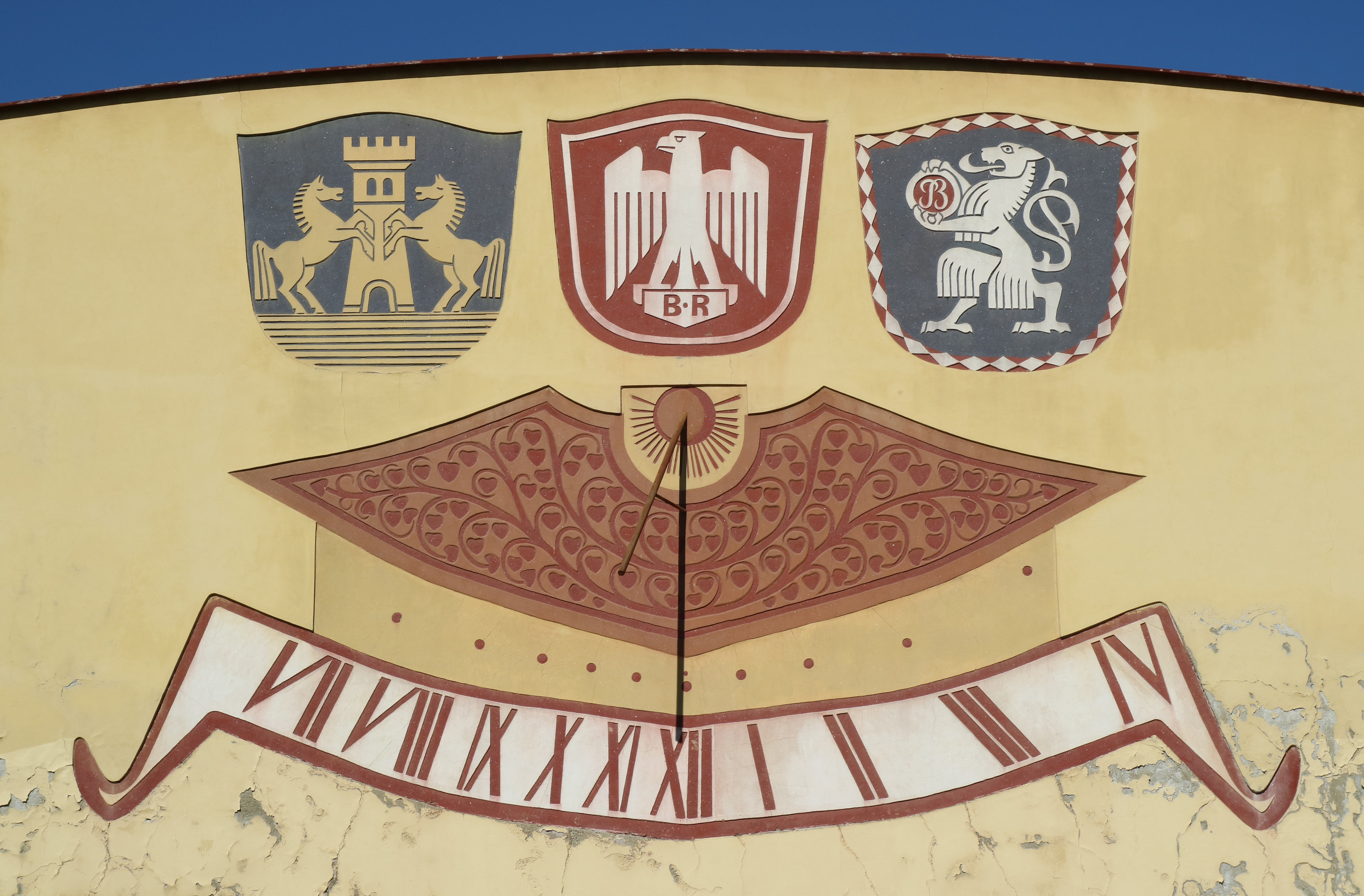
Logo der "Brüder Reininghaus"am ehemaligen Brauereigelände, rechts das Emblem der Brauerei Puntigam

1970 wurde Kooperationsvertrag mit der Brauerei Schwechat abgeschlossen. Peter Reininghaus, der langjährige Firmenchef und Präsident der Brüder Reininghaus AG, starb im Jahr 1973. Daraufhin übernahm sein gleichnamiger Sohn Dkfm. Peter Reininghaus die Leitung des Familienunternehmens, 1977 gründeten die Brüder Reininghaus Brauerei AG und die Gösser Brauerei AG gemeinsam die Steirerbrau AG und wurden damit zum zweitgrößten Braukonzern Österreichs. Bis 1992 wurde der Anteil an der Steirerbau AG auf über 80 % ausgebaut, zu dieser Zeit gehörte auch der vormalige Finanzminister Hannes Androsch dem Aufsichtsrat des Unternehmens an. Im selben Jahr wurde die Steirerbrau schließlich trotz des Einwandes von Kleinaktionären von der Konkurrentin Brau-Beteiligungs AG (BBAG) übernommen, welche das Unternehmen 1997 mit der Brau AG zur Brau Union Österreich fusionierte.
Die Familie Reininghaus besaß weiterhin den aus dem ehemaligen Brauereigelände bestehenden großen Grundbesitz im Grazer Bezirk Eggenberg, der erst aktuell der Verwertung als Wohngebiet zugeführt wird (→ siehe: Reininghausgründe). In Graz-Gösting befand sich weiters die Farbenfabrik Reininghaus, diese wurde 2011 von der Brolli Holding ohne Bewilligung abgerissen, nachdem das Bundesdenkmalamt ein Ermittlungsverfahren zur Unterschutzstellung eingeleitet hatte.

## Bekannte Familienmitglieder
- Carl Reininghaus (1857–1929): österreichischer Großindustrieller
- Johann Dietrich "Hans" von Reininghaus (1867–1959): Großindustrieller und Freund Peter Roseggers
- Gina von Reininghaus (1879–1961): Ehefrau von Hans von Reininghaus, Geliebte und spätere Ehefrau von Franz Conrad von Hötzendorf
- Maria Peter-Reininghaus (1883–1934), österreichische Bildhauerin, Malerin und Grafikerin, Tochter von Carl Reininghaus
- Eberhard Reininghaus (1890–1950): Versicherungsfachmann, nach 1945 bis 1950 Generaldirektor der Münchener Rückversicherungs-Gesellschaft
- Hanna Philippovich (1890–1970), österreichische Malerin und Restauratorin, Tochter von Carl Reininghaus
- Peter Reininghaus (1896–1973): Firmeninhaber und Gründer der Steirerbrau AG
- Johanna („Hansi“) von Reininghaus (1899–1960): Heiratete 1927 den belgischen Bankier Baron Henri Lambert (1887–1933). Nach dessen frühen Tod führte sie die von ihm 1926 in Brüssel gegründete „Banque Henri Lambert“ weiter. Ihr Sohn Léon Lambert (1928–1987) gründete 1972 die belgische Industrieholding „Groupe Bruxelles Lambert“ (GBL).
- Antonia Reininghaus (1954–2006): österreichische Schauspielerin
- Abi von Reininghaus (1959): Musiker und Autor